# 1992 SX17
1992 SX17 är en asteroid i huvudbältet som upptäcktes den 30 september 1992 av den amerikanske astronomen Henry E. Holt vid Palomarobservatoriet.
Asteroiden har en diameter på ungefär 16 kilometer.